# Montifringilla
Montifringilla là một chi chim trong họ Passeridae.

## Các loài
Chi này có 3 loài:
- Montifringilla nivalis
- Montifringilla henrici
- Montifringilla adamsi